# Prangos cachroides
Prangos cachroides là một loài thực vật có hoa trong họ Hoa tán. Loài này được (Schrenk) Pimenov & V.N. Tikhom. miêu tả khoa học đầu tiên năm 1983.